# Skam Records
Skam Records ist ein von Andy Maddocks im Jahre 1990 gegründetes IDM- bzw. Electronica-Label mit Sitz in Manchester. Zu den bekanntesten Acts, die auf Skam veröffentlichten, gehören Gescom, Boards of Canada, Bola, Freeform und Jega.

## Künstler
- Afrodeutsche
- Alder And Elius
- Anodyne
- Boards of Canada
- Bola
- Freeform
- Gescom
- Jega
- Koyxeи (Kouhei Matsunaga)
- Lego Feet
- Meatbingo
- Meat Beat Manifesto
- Meam
- Mortal & Chemist
- Mr. 76ix
- Mystery Artist (Funckarma)
- North Manc Beds
- Nuearz
- Passarani
- Phono Ghosts
- Push Button Objects
- Quinoline Yellow
- Sensational
- Shadow Huntaz
- Tatamax
- Team Doyobi
- The Fear Ratio
- The Mellowtrons
- VHS Head
- Wevie Stonder